# نائب رئيس بونتلاند
نائب رئيس ولاية أرض البنط الصومالية هو الثاني أعلى منصب حكومي في أرض البنط والرئيس الثانيلحكومة بونت لاند بعد رئيس أرض البنط. وقد أنشئ هذا المنصب عقب تشكيل بونتلاند في آب/أغسطس 1998، ويتولاه خمسة مسؤولين ونائبان مؤقتان للرئيس ينتخبهما مجلس النواب. وكان النائب الأول للرئيس أرض البنط هو محمد عبدي حاشي.  

## التاريخ والتأسيس
وفي عام 1998، أعلنت ولاية أرض البنط المستقلة ذاتيا استقلالها الذاتي ، وانتخب عبد الله يوسف أحمد كأول رئيس في أرض البنط، وشغل محمد عبدي حاشي منصب نائب الرئيس. تتألفت بنت لاند غرفة نصفية شبه تشريعية ذات مجلس واحد وتسمي مجلس النواب. خدم محمد عبدي حاشي في مكتب النائب الرئيس في الفترة من 23 يوليو 1998 إلى 30 يونيو 2001.

## قائمة نواب الرؤساء
| رقم | لَوحَة الصورة | إسم                          | الحزب  | سنة الانتخابات | رئيس                   |
| --- | ----------- | ---------------------------- | ------ | -------------- | ---------------------- |
| 1   |             | محمد عبدي هاشي               | مستقل  | 1998           | عبد الله يوسف أحمد     |
| —   |             | أحمد محمود غونلى             | مستقل  | 2001           | جامع علي جامع          |
| 2   |             | محمد علي يوسف                | مستقل  | 2004           | محمد حاشي              |
| 3   |             | حسن ظاهر محمود               | مستقل  | 2005           | محمود موسى حرسي        |
| 4   |             | عبد الصمد علي شيرى           | هورسيد | 2009           | عبد الرحمن محمد فارولي |
| 5   |             | عبد الحكيم عبد الله حاجي عمر | مستقل  | 2014           | عبد الولي محمد علي غاس |
| 6   |             | أحمد علمي عثمان              | كاه    | 2019           | سعيد عبد الله دني      |
| 7   |             | إلياس عثمان لجتور            | كاه    | 2024           | سعيد عبد الله دني      |